# Rysk-ukrainska kriget
Rysk-ukrainska kriget är ett pågående krig mellan Ryssland och Ukraina. Det påbörjades i februari 2014 av Ryssland, efter Euromajdan, och fokuserade till en början på Krim och delar av Donbass, båda regioner i Ukraina. De första åtta åren av konflikten omfattade den olagliga ryska annekteringen av Krim (2014) samt kriget i Donbass (2014–nuvarande) mellan Ukraina och ryssvänliga separatister, sannolikt med stöd av ryska soldater. Därtill tillkom bland annat cyberkrigföring och politiska spänningar. 
I slutet av 2021 började den ryska militären bygga upp sin kapacitet vid gränsen mellan Ryssland, Belarus och Ukraina. USA:s president Joe Biden varnade under februari 2022 vid flera tillfällen för en rysk invasion av Ukraina. Stats- och regeringschefer som Emmanuel Macron i Frankrike och Olaf Scholz i Tyskland försökte lösa konflikten med hjälp av diplomati. Ryssland ställde å sin sida krav som Ukraina inte accepterade. Samtidigt förflyttade Ryssland trupper till Belarus gräns mot Ukraina och även till sin egen gräns mot Ukraina. 
Den 21 februari 2022 erkände Ryssland de ukrainska utbrytarrepublikerna Donetsk och Lugansk som Ryssland aktivt stött sedan 2014. Tre dagar senare inledde Ryssland en storskalig militär invasion av Ukraina.
En stor del av det internationella samfundet har fördömt Ryssland för dess agerande i Ukraina och anklagat Ryssland för att bryta mot internationell rätt liksom att kränka ukrainsk suveränitet. Även anklagelser om ryskt folkmord har förekommit. Rysslands agerande under perioden har lett till att många länder infört sanktioner mot Ryssland, ryska individer och företag, och mängden avbrutna affärsrelationer mellan Ryssland och västvärlden efter 2022 års invasion har ökat kraftigt.
Europarådet, en mellanstatlig europeisk samarbetsorganisation bestående av 46 medlemsstater som verkar för demokrati, mänskliga rättigheter och rättsstatsutveckling, i vilket Ryssland var medlem i 26 år, fördömde Rysslands oprovocerade angrepp på Ukraina. Till följd av Rysslands invasion av Ukraina i februari 2022, uteslöts landet ur organisationen den 16 mars 2022.

## Historik

### Bakgrund
Både Ryssland och Ukraina var fram till 1991 delar av Sovjetunionen. I augusti 1991 utropade Ukraina sig som självständig stat, vilket bidrog till Sovjetunionens upplösning senare samma år. Självständigheten bekräftades i en folkomröstning den 1 december 1991. Över 90% av befolkningen stödde självständighet. Sedan Ukrainas självständighet har motsättningar mellan etniska ryska delar av befolkningen och etniska ukrainare från tid till annan förekommit, särskilt i de ryssdominerade östra delarna av landet. Motsättningarna har huvudsakligen rört utvecklingen av dels Ukrainas relationer med omvärlden, dels den ekonomiska politiken.
Som ett resultat av den oordnade upplösningen av Sovjetunionen uppstod tidigt konflikter mellan Ryssland och Ukraina. En konflikt rörde rättigheterna till forna Sovjetunionens svartahavsflotta. År 1992 träffades en uppgörelse mellan länderna om att administrera flottan tillsammans, men den ersattes därefter av uppgörelser som gav Ryssland rätt till allt större delar av flottan. Ryssland utfäste sig i Budapestuppgörelsen 1994 att inte använda vapenmakt mot Ukraina och att respektera Ukrainas självständighet och landets dåvarande gränser i utbyte mot att Ukraina gjorde sig av med sina kärnvapen. År 1997 träffade länderna en överenskommelse som gav Ryssland en 20-årig rätt att arrendera flottbasen i Sevastopol på Krim. Kort därefter ingick länderna ett freds- och vänskapsfördrag med utfästelser om att respektera varandras självständighet och existerande nationsgränser. Freds- och vänskapsfördraget från 1997 inledde en period av normaliserade fredliga relationer mellan länderna.
Ukraina har under sin tid som självständigt land slitits mellan kopplingarna till Centraleuropa (i väster, där Polen genom historien haft stort inflytande) och Östeuropa (med en stor mängd etniska ryssar med ryska som majoritetsspråk i den östligaste landsändan). Ryssland har på senare tid, även gentemot Ukraina, hävdat en rätt att "skydda" den etniskt ryska och rysktalande befolkningen utanför sitt eget lands gränser.
Under de senaste decennierna som självständigt land har den politiska makten i Ukraina växlat mellan ukrainskspråkiga och västvänliga nationalister å ena sidan, samt ryskspråkiga och Rysslandsvänliga dito å den andra. På respektive sida har det även förekommit representanter för extremhöger och kommunister. Ett återkommande problem har varit korruption och maktkoncentration till oligarker. Den orangea revolutionen 2004–2005 var en serie demonstrationer, där anhängare till den västvänlige Viktor Jusjtjenko konfronterade Rysslandsvänlige Viktor Janukovytj.

### Euromajdan (2013–2014)
Ukraina har efter Sovjetunionens fall närmat sig Västeuropa och EU. Sent i november 2013 började invånare i Kiev demonstrera mot den dåvarande presidenten Viktor Janukovytj och den sittande regeringen. Ett associeringsavtal mellan Europeiska unionen och Ukraina hade förhandlats fram av Janukovytjs regering. Efter påtryckningar från Rysslands president Vladimir Putin och en enligt Yanukovytj ett allt för ofördelaktigt avtal med EU jämfört med Rysslands motbud , avbröt regeringen förberedelserna för undertecknandet. Det blev den tändande gnistan för ett folkligt missnöje med den korruption som präglat Janukovytj och hans regim. Beslutet ledde till stora folkliga protester centrerade till Självständighetstorget i Ukrainas huvudstad Kiev, kallat Majdan ("torget"). Demonstranterna krävde Janukovytjs och regeringens avgång. Konflikten framställdes av demonstranterna som ett val mellan en demokratisk framtid i EU eller en korrumperad lydstat till Ryssland. Oppositionen slöt upp bakom protesterna. I januari 2014 avgick regeringen men protesterna fortsatte. Kravallpolis slog våldsamt ner demonstrationerna. Över 100 personer dödades och flera hundra skadades av kravallpolis. Detta ledde i sin tur till att än fler människor började protestera. Konflikten eskalerade, varpå Janukovytj i februari 2014 flydde landet. Under oklara konstitutionella omständigheter röstade parlamentet fram att Yanukovitj hade avgått genom att fly från landet dagen efter att han lämnat ukrainskt territorium.

### Krimkrisen och kriget i Donbass (från 2014)
Den 22 februari 2014 flydde Janukovytj med hjälp av den ryska säkerhetstjänsten FSB till Ryssland, varpå den västvänliga oppositionen tog över makten under ledning av parlamentets talman Oleksandr Turchynov och Arseniy Yatsenyuk. Maktskiftet ledde till ett närmande till EU, något som i sin tur ledde till starkare slitningar mellan landets etniskt ryska och ukrainska befolkningsgrupper. Slitningarna var som starkast på Krim, vilket Ryssland utnyttjade för att i februari och mars 2014 ta kontroll över halvön.
Efter att en okonstitutionell folkomröstning genomförts av separatister, där det officiella omröstningsresultatet gav vid handen att 96,77 procent hade röstat för Krims och Sevastopols anslutande till Ryssland, annekterade Ryssland slutligen halvön, utan vidare diskussioner i Rysslands duma och trots en FN-resolution som tydligt motsatte sig denna unilaterala process. Enligt Rysslands president Vladimir Putin motiverades annekteringen av att skydda etniska ryssar på Krim och i sydöstra Ukraina. Putin avslöjade senare att maktövertagandet i Krim noga planerats i Moskva.
För första gången sedan andra världskriget hade en europeisk stat erövrat och annekterat en del av ett annat land. Omvärlden reagerade kraftigt på annekteringen. Ryssland anklagades både för att ha brutit mot folkrätten och mot flera internationella avtal.
En liknande utveckling inträffade i Charkiv, Donetsk och Luhansk oblast, där beväpnade proryska separatister, i en del fall sannolikt med stöd av ryska elitsoldater, ockuperade officiella byggnader i syfte att ta kontrollen över dessa områden från Ukraina. Ukraina lyckades behålla kontrollen över Charkiv men i cirka en tredjedel av länen Donetsk och Luhansk tog separatister kontrollen. I Donetsk och Luhansk arrangerade separatisterna några månader senare en "folkomröstning" om självständighet från Ukraina som påstods visa starkt stöd för självständighet. Under våren och sommaren växlade lyckan för de stridande, och i slutet av augusti hade Ukrainas försvarsmakt lyckats erövra större delen av upprorsmännens område. Detta vände under september, enligt de flesta oberoende bedömare på grund av direkt militärt bistånd (med vapen, förnödenheter och trupper) från Ryska federationen.
Den ukrainska regeringen bekymrade sig över sin svaga armé och godkände bildandet av en paramilitär frivilligstyrka som kom att få namnet Azovbataljonen. Till styrkan anslöt sig högerextrema nationalister från flera länder, däribland Sverige. Detta gav bränsle till Rysslands skrämselpropaganda att nazister skulle ta hämnd för gamla oförrätter under Sovjettiden. Ryssland upprepade detta narrativ när de i februari 2022 motiverade sin invasion av Ukraina med att de skulle "de-nazifiera" Ukraina.
Därefter fungerade Donetsk och Luhansk som ryska protektorat. I efterföljden till detta gick Ryssland även in i Donbass, vilket ledde till kriget i Donbass. 14 000 personer beräknas ha dött i detta krig. Ukraina och Nato har rapporterat om hur Ryssland bidragit med trupper, militär förstärkning och granater i Donbass, vilket Ryssland har förnekat. Organisationen OSSE skickade en observatörsstyrka till Donbass som dokumenterade direkt rysk inblandning i konflikten. Den stabiliserade frontlinjen motsvarade övergången till en frusen konflikt. 
Kriget i Donbass och annekteringen av Krim gjorde 1,7 miljoner ukrainare hemlösa.

### Krisen blir internationell (från 2014)
När det malaysiska flygplanet Malaysia Airlines Flight 17 sköts ner av Ryssland i ukrainskt luftrum den 17 juli 2014 internationaliserades Donbass-konflikten ytterligare. I september 2016 lyckades utredare fastställa att missilsystemet som låg bakom nedskjutningen var ryskt, att det hade flyttats in i östra Ukraina och efter nedskjutningen återförts till ryskt territorium. Med start i februari 2015 förhandlade Frankrike, Tyskland, Ukraina och Ryssland genom Minskavtalet från 2015 fram en vapenvila, som bland annat skulle ge Ukrainas regering full kontroll över konfliktområdet, liksom leda till att tungt artilleri drogs tillbaka från fronten. Separatisterna bröt dock snabbt mot innehållet i avtalet genom att arrangera val efter egna regler. Enligt rapporter tog de också emot leveranser av vapen från Ryssland. Strider fortsatte därefter att regelbundet flamma upp kring strategiskt viktiga orter i Donbass.
I april 2016 placerade Nato fyra bataljoner i Östeuropa, med trupper som skulle rotera mellan Polen, Litauen, Lettland och Estland. Målet var att motverka ryska aggressioner i Europa, och i synnerhet i Baltikum. I september 2017 tillkom två stycken stridsvagnsbrigader, som placerades i Polen. Även där var målet avskräckning. Under Donald Trumps presidentskap ökade säkerhetsstödet till Ukraina, tillsammans med ökande tryck på Ryssland. Bland annat infördes i januari 2018 sanktioner mot 21 individer, bland annat flera ryska tjänstemän, liksom nio företag som hade kopplingar till konflikten. För första gången sedan konflikten hade börjat godkände USA i mars 2018 försäljningen av avancerade pansarvärnsvapen. I oktober samma år genomförde dessutom USA, sju Nato-länder och Ukraina tillsammans flygövningar i västra Ukraina.

### Närmande till västvärlden (2019)
I april 2019 valdes Volodymyr Zelenskyj till Ukrainas nya president, och i juli samma år segrade hans parti Folkets Tjänare stort. Efter valet tog Zelenskyj initiativ till ett närmande till både EU och Nato, och bad om omvärldens stöd till att kunna bli medlem i båda.

### Konflikten trappas upp (2021–2022)

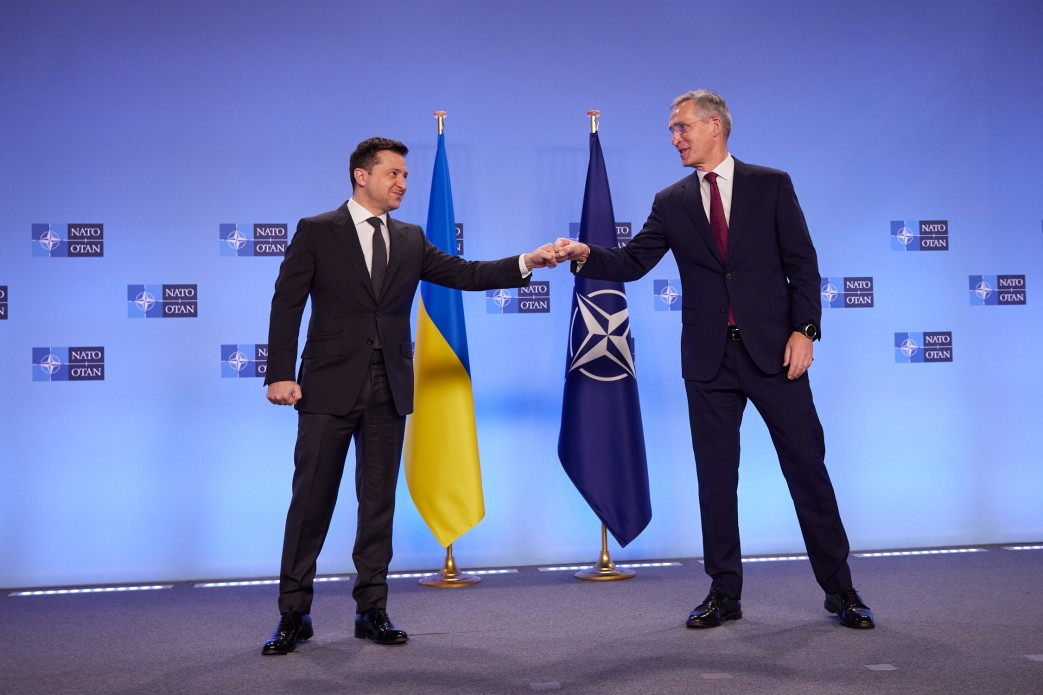
Ukrainas president Volodymyr Zelenskyj på besök hos Natos generalsekreterare Jens Stoltenberg i Bryssel den 16 december 2021.

Under våren 2021 omgrupperade den ryska armén i omgångar i närheten av den ukrainska gränsen. I juli 2021 deklarerade Rysslands president Vladimir Putin att Ukraina är en "omistlig del av Ryssland". Under hösten och vintern 2021 mobiliserades ryska trupper vid gränsen till Ukraina, vilket ledde till en spänd säkerhetspolitisk situation. I december 2021 ställde Ryssland flera krav på säkerhetsalliansen Nato, bland annat att alliansen inte ska utvidgas med fler medlemsstater liksom att inga militärbaser ska placeras i länder som tidigare varit medlemmar i Sovjetunionen på grund av att ur Rysslands synvinkel Ukraina är en viktig buffertzon mot Nato. Natos medlemsländer avfärdade dock dessa krav och vidhöll sin policy att hålla "dörren öppen" för nya medlemmar. Sverige och Finland uttryckte också ett tydligt avståndstagande gentemot Rysslands krav, som två av de länder i EU som inte är medlemsländer i Nato.
Spänningarna mellan Ryssland och Ukraina ökade under början av 2022. Bland annat ska över 100 000 ryska soldater ha befunnit sig vid Ukrainas gräns. Intensiva försök till diplomati inleddes. Bland annat träffades USA:s och Rysslands vice utrikesministrar i Genève. Samtalen ledde dock inte till någon lösning. Ukraina träffade även representanter för Natos medlemsländer i Bryssel. USA meddelade den 25 januari 2022 att man satte 8 500 soldater i beredskap på grund av oroligheterna.

### Rysk invasion av Ukraina (2022)
Diplomatiska samtal för att undvika en invasion fortgick i januari och februari 2022, och flera stats- och regeringschefer besökte Ryssland och Ukraina. Man nådde dock ingen diplomatisk framgång.
Den 11 februari 2022 varnade USA:s president Joe Biden för en nära förestående rysk invasion av Ukraina. Några dagar senare, den 15 februari, träffades Putin och Tysklands förbundskansler Olaf Scholz i Moskva, i samtal där Putin upprepade att han ville undvika krig och var redo att förhandla. Enligt uppgifter från USA var informationen om att trupper drogs tillbaka dock falsk, och USA hävdade att antalet ryska trupper vid gränsen till Ukraina snarare ökade under denna tid. Joe Biden varnade återigen om att en rysk invasion var i ankommande. Den 17 februari tillkännagav Storbritanniens, Polens och Ukrainas utrikesministrar ett samarbete för ökad uthållighet i Ukraina. Längs Ukrainas östra gräns gentemot Ryssland skedde skottlossning, och båda länderna anklagade varandra för upptrappningen.
Delar av länen Donetsk och Luhansk i östra Ukraina fungerade sedan tidigare som ryska protektorat. Proryska separatister i dessa hade den 18 februari samordnat sina pressmeddelanden angående "akut hjälpbehov från Ryssland".
Den 21 februari meddelade Vladimir Putin att Ryssland erkände de ukrainska utbrytarrepublikerna Donetsk och Lugansk. Folkrepublikerna begärde genast militär assistans och ryska trupper förflyttades till dessa områden, i uppenbar strid mot den olympiska vapenvilan; en dag tidigare hade vinter-OS avslutats. Putin sade att de skulle verka som "fredsbevarande" trupper. Någon fredsbevarande separat trupp fanns dock inte, utan det rörde sig om ordinarie militär.
Ryssland inledde en militär invasion av Ukraina på morgonen den 24 februari 2022. Ryssland betecknade den som en "fredsbevarande operation" i östra delen av landet. Sveriges statsminister betecknade invasionen som oprovocerad, olaglig och oförsvarlig. Ryssland angrep genom robotattacker mot ukrainska försvarsanläggningar, elektroniskt krig samt trupprörelser in över landgränsen från Krim, Belarus och den gemensamma gränsen i öster. Ukraina hade då fått vapenstöd från Nato och vissa andra stater, men inga utländska länders soldater deltog på Ukrainas sida i försvaret av landets territorium.
Fram till början av mars hade Ryssland, efter en dryg veckas invasion, tagit militär kontroll över bland annat Cherson, Mykolajiv och Zaporizjzja kärnkraftverk i söder, och strider stod runt hamnstaden Mariupol i öster. I norr hade Ryssland med pansarkolonner försökt tränga fram mot Kiev, men stoppats i utkanterna av staden. Ukrainarna visade sig vara mycket effektiva i bekämpandet av de framträngande fordonskolonnerna[källa behövs] . Robotattacker mot mål i bland annat Kiev och Charkiv hade lett till stor förödelse, och de ryska invasionstrupperna förberedde sig på inringningsaktioner runt de båda städerna. Samtidigt hade uppskattningsvis en miljon människor flytt Ukraina, i första hand till Polen, Ryssland, Slovakien, Ungern och Rumänien. Vid slutet av mars hade uppskattningsvis 3,6 miljoner ukrainare flytt landet och ytterligare cirka 6,5 miljoner behövt fly inom landet, i den största flyktingströmmen sedan andra världskriget.
Ukrainas president Volodymyr Zelenskyj gjorde efter invasionen offentliga uttalanden för att peka på Ukrainas utsatthet och för att fördöma den ryska invasionen. Han riktade sig i TV-tal även direkt till Rysslands folk, i ett försök att få dem förstå Ukrainas situation och det omotiverade i Rysslands agerande. Rysslands president Vladimir Putin kallade det hela för en "specialoperation", trots att uppskattningsvis 100 000 – 150 000 man deltog i angreppet. Censuren i Ryssland skärptes därefter ytterligare, och ryska demonstrationer mot kriget ledde till tusentals gripanden.
Samtidigt ledde invasionen till kraftiga reaktioner världen över.
Kring månadsskiftet mars–april led ryssarna svåra nederlag både norr och söder om Ukrainas huvudstad Kiev. Många ryska soldater dödades och stridsvagnar förstördes i stort antal. Den ryska offensiven visade sig helt ha misslyckats. Ryssarna gjorde små och misslyckade framryckningar in i norra Kiev och försökte sedan med stora förluster omringa staden från väster. Ukrainska styrkor lyckades stabilisera fronten och gick till motattack, varvid man använde ett brett utbud av vapen från väst, bland annat bärbara Javelin pansarvärnsrobotar och Stinger luftvärnsrobotar.

## Cyberattacker
Ryssland har utfört flera cyberattacker mot Ukraina sedan konflikten startade 2014. I december 2015 förlorade mer än 225 000 ukrainare sin strömförsörjning till följd av ett angrepp. Ett år senare, i december 2016, inträffade ytterligare ett strömavbrott efter en attack mot ett allmännyttigt bolag. I juni 2017 inträffade en ransomwareattack, som träffade bland annat regeringens och flera företags datorsystem. Attacken, som spreds till datorsystem globalt, beräknas ha lett till skador till ett värde av flera miljarder dollar.
Ukrainas säkerhetstjänst säger sig ha motverkat och avvärjt minst 1200 cyberattacker under 2021. Under januari 2022 attackerades en stor mängd statliga hemsidor och bara några dagar innan invasionen inleds så upptäcktes ett virus vars syfte var att försvaga landets IT-infrastruktur och därigenom försvåra för myndigheterna att effektivt utföra sina uppdrag.

## Irans roll i konflikten
Iran har försett Ryssland med patrullrobotar och drönare för användning i invasionen av Ukraina, främst Shahed 131 och Shahed 136. Flera länder har anklagat Iran för att ha brutit mot FN:s säkerhetsråds resolution 2231.
The Guardian rapporterade att Iran smugglade vapen från Irak till Ryssland. Den 11 juli 2022, och igen den 17 juli, då ryska drönartillförseln tog slut, sa amerikanska tjänstemän att Iran planerade att förse Ryssland med drönare. Den 17 oktober 2022, när Ryssland förlorade mark till ukrainska motoffensiver i öst och söder, hade Ryssland skaffat iranska självmordsdrönare, som de använde för att attackera civil infrastruktur.
Den 21 oktober 2022 uppgav ett pressmeddelande från Vita huset att iransk militär befann sig på Krim för att hjälpa Ryssland att starta drönarattacker mot civila och civil infrastruktur. Den 24 november 2022 sa ukrainska tjänstemän att militären hade dödat tio iranier och skulle rikta in sig på ytterligare iransk militär närvaro i Ukraina. Institute for the Study of War bedömde att dessa sannolikt tillhörde eller var knutna till islamiska revolutionsgardet, eftersom denna organisation är den primära operatören av iranska drönare.